# Moshe Sharett
Moshe Sharett, nascido Moshe Shertok (Kherson, 16 de Outubro 1894 – 7 de Julho de 1965), judeu ucraniano, foi o segundo primeiro-ministro de Israel de 26 de janeiro de 1954 a 3 de novembro de 1955, entre os dois mandatos de David Ben-Gurion. Foi um dos primeiros residentes de Tel Aviv. Estudou em Istambul e serviu no exército turco como intérprete. Posteriormente estudou em Londres na London School of Economics.
Foi um dos signatários da Declaração de Independência do Estado de Israel.